# Boussicourt
Boussicourt – miejscowość i gmina we Francji, w regionie Hauts-de-France, w departamencie Somma.
Według danych na rok 1990 gminę zamieszkiwały 54 osoby, a gęstość zaludnienia wynosiła 16 osób/km² (wśród 2293 gmin Pikardii Boussicourt plasuje się na 943. miejscu pod względem liczby ludności, natomiast pod względem powierzchni na miejscu 1024.).